# Årsregnskabsloven
Årsregnskabsloven fastsætter bestemmelser for, hvorledes virksomheder – især aktieselskaber og anpartsselskaber – skal aflægge regnskab. Loven opstod i 1983 – før da fandtes regnskabsbestemmelser i selskabslovgivningen – blev hovedrevideret i 2001[kilde mangler] og ændret den 21. maj 2015 som følger af EU's nye regnskabsdirektiv.
Med loven findes én samlet regulering for næsten alle regnskaber, som udgives i Danmark – eneste større undtagelse er finansielle virksomheder.

## Lovens systematik

### Byggeklodsmodellen
Loven arbejder med en såkaldt "byggeklodsmodel", hvorefter større og mere offentlige virksomheder er underkastet strammere og mere vidtgående krav. Klasserne benævnes A-D:
A: Personlige virksomheder, lovens §§ 18-21.
B: Små selskaber, §§ 22-77
C: Mellemstore og store selskaber, §§ 78-101
D: Børsnoterede og statslige selskaber, §§ 102-108
Klasse C er på en række punkter underinddelt i små og store C-virksomheder.

### Grundlæggende regler
Det helt overordnede krav er, at regnskabet skal give et retvisende billede (§ 11). Kravet er så dominerende, at de specifikke krav for den aktuelle regnskabsklasse (se foregående afsnit) ikke blot kan, men skal fraviges, såfremt det er nødvendigt for at give et retvisende billede.